# Pardál (pivo)
Pardál je světlé výčepní pivo, které je od roku 2007 vyráběno českým pivovarem Budějovický Budvar.
Pivo se vyznačuje plnou hořkou chutí.
K výrobě se používá směs žateckých chmelů. Barva piva je jantarová díky kombinaci bavorského a karamelového sladu.

## Druhy piva
- Pardál, světlé výčepní pivo (3,8 % obj.)
- Pardál Echt, světlý ležák (4,5 % obj.)
- Pardál Echt, světlý kvasnicový ležák (4,5 % obj.)
- PardálOVO Bezové, míchaný nápoj z piva (2,0 % obj.). Základem je světlý ležák Pardál Echt. K němu se přidává sirup s extraktem bezového květu.